# Gottfried Ungerböck
Gottfried Ungerböck, également Ungerboeck, (né le 15 mars 1940 à Vienne) est un ingénieur des communications autrichien ; il est l'inventeur du codage en treillis (en).

## Biographie
Ungerböck étudie l'ingénierie électrique à l'université technique de Vienne avec une spécialisation en ingénierie des communications. Après l'obtention de son diplôme, il commence à travailler d'abord pour IBM Autriche. En 1967, il rejoint le laboratoire de recherche IBM Zurich et entreprend un doctorat à l'École polytechnique fédérale de Zurich, où il obtient son doctorat en 1970 (titre de sa thèse : Nichtlineare Entzerrung binärer Signale in Gauss'schem Rauschen (Égalisation non linéaire de signaux binaires en bruit gaussien).
Ses recherches au laboratoire de recherche IBM Zurich se sont concentrées sur le traitement numérique du signal, la transmission de l'information et la théorie de l'information. Le codage en treillis a été sa principale contribution dans ces domaines.
Depuis 1998, Ungerböck travaille pour Broadcom en tant que directeur technique de la division « Communication Systems Research ».

## Distinctions (sélection)
- 1984 : IBM Fellow
- 1993 : docteur honoris causa de l'université technique de Vienne[1]
- 1993 : IEEE Koji Kobayashi Computers and Communications Award
- 1994 : IEEE Fellow,  et médaille Richard-Hamming[2]
- 1996 : prix Marconi
- 1997 : Prime Minister's Prizes for Science (en) (le prix s'appelait « Australia Prize » avant 2000)[3]
- 1998 : Golden Jubilee Award for Technological Innovation from the IEEE Information Theory Society pour "the invention of trellis coded modulation"[4]
- 2017 : prix Claude-Shannon

## Publications (sélection)
- Gottfried Ungerböck, Transistornetzgeräte, manuscrit pour l'examen d'État, à l'Institut des télécommunications de l'Université technique de Vienne, mars 1964.
- Gottfried Ungerboeck, « Channel coding with multilevel/phase signals », IEEE Transactions on Information Theory, vol. 28, no 1,‎ 1982, p. 55-67 (DOI 10.1109/TIT.1982.1056454).
- Jack K. Wolf et Gottfried Ungerboeck, « Trellis Coding for Partial-Response Channels », IEEE Transactions on Communications, vol. 34, no 8,‎ 1986, p. 765-773 (DOI 10.1109/TCOM.1986.1096620).
- Steven S. Pietrobon, Robert H. Deng, Alain Lafanechére, Gottfried Ungerboeck et Daniel J. Costello, « Trellis-coded multidimensional phase modulation », IEEE Transactions on Information Theory, vol. 36, no 1,‎ 1990, p. 63–89 (DOI 10.1109/18.50375).
- Steven S. Pietrobon, Gottfried Ungerboeck, Lance C. Pérez et Daniel J. Costello, « Rotationally invariant nonlinear trellis codes for two-dimensional modulation », IEEE Transactions on Information Theory, vol. 40, no 6,‎ 1994, p. 1773-1791 (DOI 10.1109/18.340454).